# لورين كرابتري
لورين كرابتري (بالإنجليزية: Loren Crabtree)‏ هو أكاديمي أمريكي، ولد في 2 سبتمبر 1940 في أبردين في الولايات المتحدة.

## وصلات خارجية
- لورين كرابتري على موقع إن إن دي بي (الإنجليزية)